# 乌塞维尔
乌塞维尔（法語：Housséville，法語發音：[usevil]）是法国默尔特-摩泽尔省的一个市镇，属于南锡区。

## 地理
乌塞维尔（48°24'22"N, 6°7'5"E）面积5.33 平方千米，位于法国大東部大區默尔特-摩泽尔省，该省份为法国东北部内陆省份，是洛林的一部分，北邻比利时、卢森堡，北起顺时针与摩泽尔省、下莱茵省、孚日省和默兹省接壤。
与乌塞维尔接壤的市镇（或旧市镇、城区）包括：迪亚维尔、福尔塞勒苏居涅、普赖、圣菲尔曼、萨克松雄。

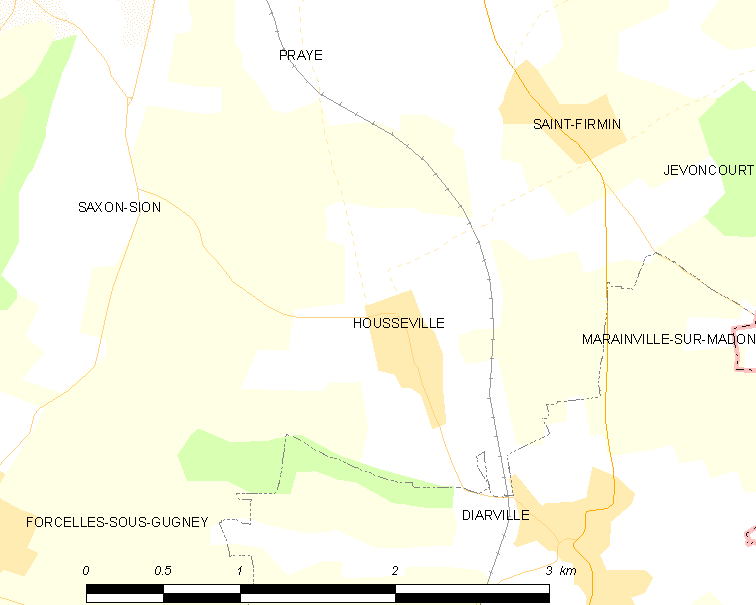
乌塞维尔的OSM定位图

乌塞维尔的时区为UTC+01:00、UTC+02:00（夏令时）。

## 行政
乌塞维尔的邮政编码为54930，INSEE市镇编码为54268。

## 政治
乌塞维尔所属的省级选区为梅讷欧桑图瓦县。

## 人口

1962-2008年间乌塞维尔人口变化图示

乌塞维尔于2022年1月1日时的人口数量为131人。